# 탄화 붕소
탄화 붕소(Boron carbide, 화학식 약 B4C)는 매우 단단한 붕소-탄소 세라믹이며, 공유 결합 화합물로서 탱크 장갑, 방탄복, 엔진 사보타주 분말 등에 사용될 뿐만 아니라
수많은 산업 분야에도 사용된다. 비커스 굳기 30 GPa 이상으로, 입방정 질화 붕소와 다이아몬드 다음으로 가장 단단한 물질 중 하나이다.

## 역사
탄화 붕소는 19세기에 금속 보라이드와 관련된 반응의 부산물로 발견되었지만, 그 화학식은 알려지지 않았다. 화학적 조성이 B4C로 추정된 것은 1930년대에 이르러서였다.
실제로 이 재료는 이 공식에 비해 항상 탄소가 약간 부족하고 엑스선결정학에 따르면 구조가 매우 복잡하며 C-B-C 사슬과 B12 이십면체가 혼합되어 있어 이 물질이 정확히 4:1 화학량론을 갖는지 여부에 대한 논란이 남아있었다.
이러한 특징은 매우 간단한 B4C 경험식에 반대되는 주장을 뒷받침했다.
B12 구조 단위 때문에 "이상적인" 탄화 붕소의 화학식은 종종 B4C가 아니라 B12C3로 쓰이며, 탄화 붕소의 탄소 부족은 B12C3와 B12CBC 단위의 조합으로 설명된다.

## 결정 구조

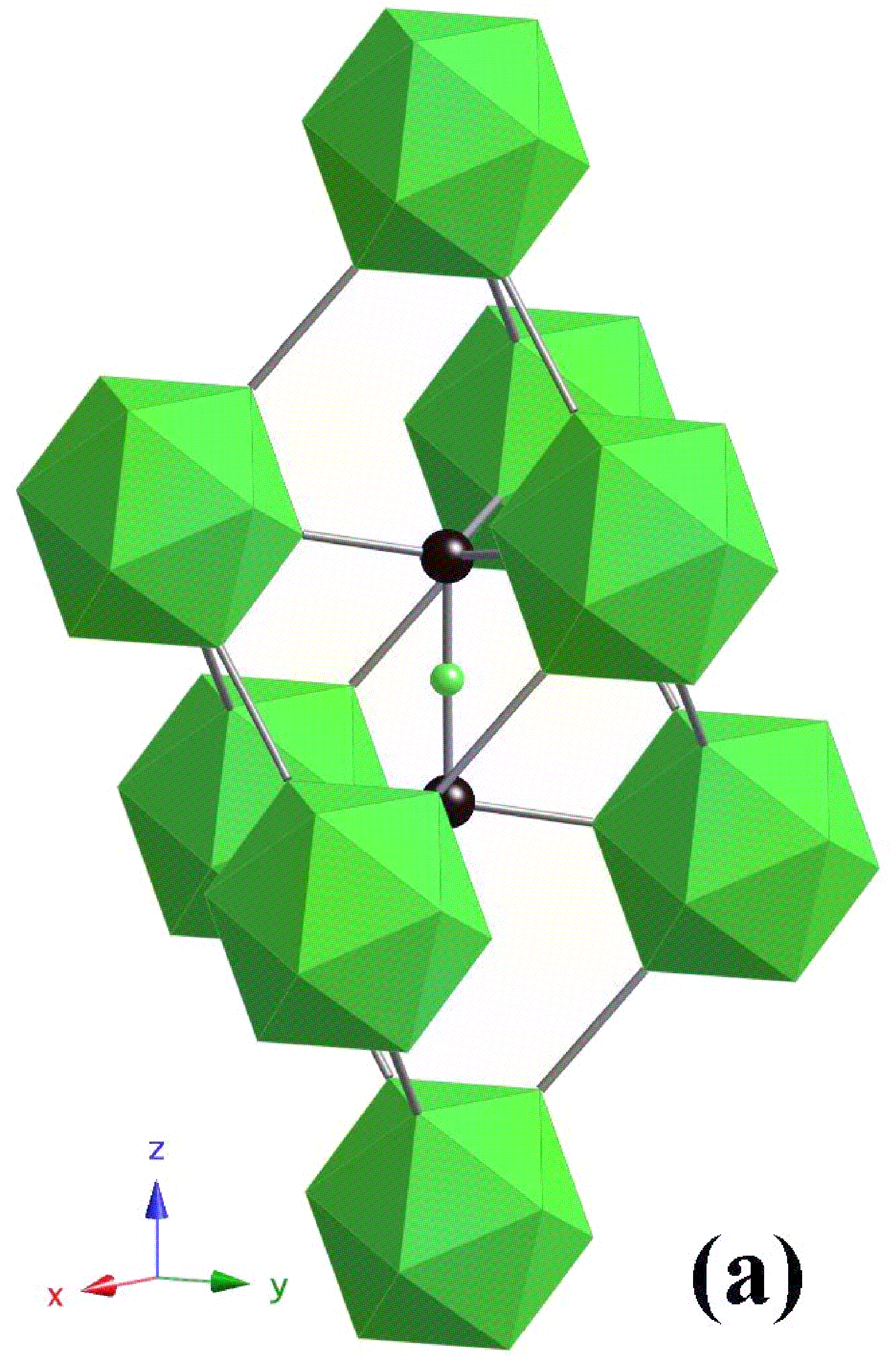
B_{4}C의 단위 격자. 녹색 구와 이십면체는 붕소 원자로 구성되어 있고, 검은색 구는 탄소 원자이다.

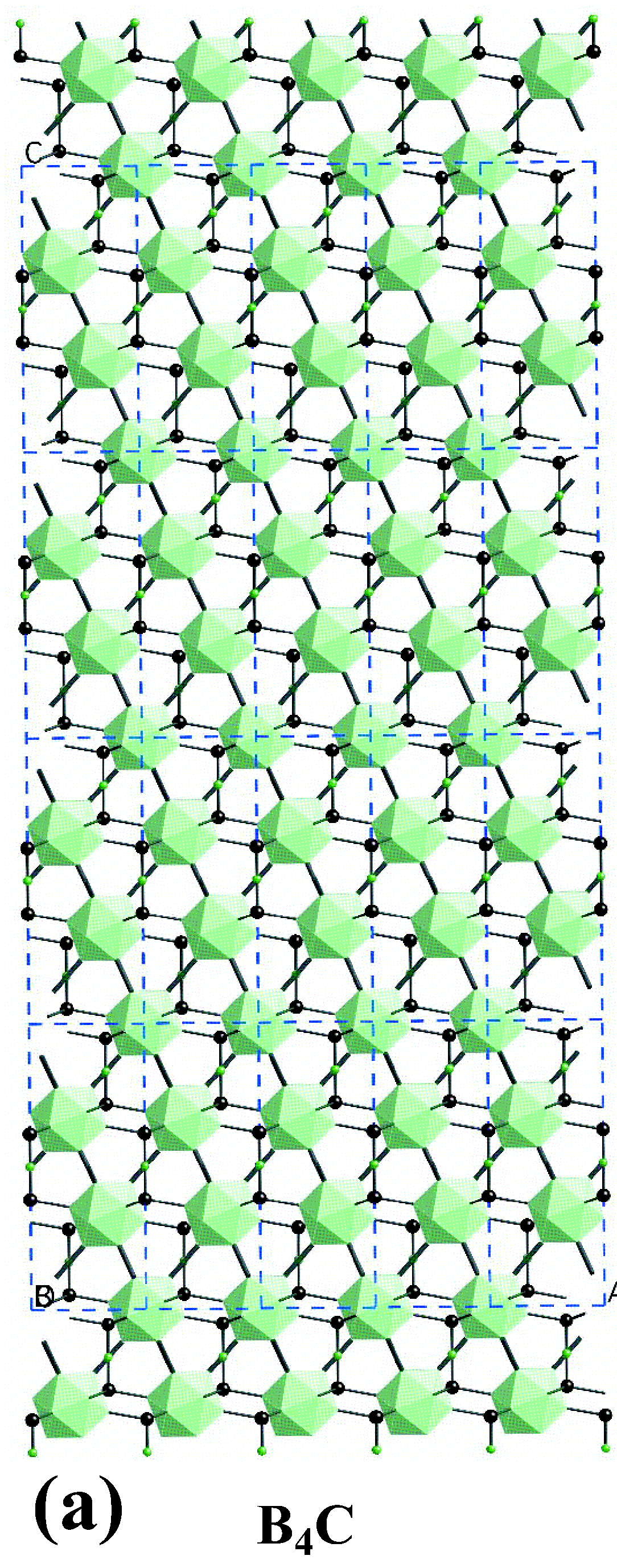
B_{4}C 결정 구조의 조각.

탄화 붕소는 이십면체 기반 보라이드의 전형적인 복잡한 결정 구조를 가지고 있다. 여기서 B12 이십면체는 단위 격자 중심에 위치한 C-B-C 사슬을 둘러싸는 마름모꼴 격자 단위(공간군: R3m (No. 166), 격자 상수: a = 0.56 nm, c = 1.212 nm)를 형성하며, 두 탄소 원자는 인접한 세 이십면체를 연결한다. 이 구조는 층상 구조이다. B12 이십면체와 가교 탄소는 c-평면에 평행하게 퍼져 c-축을 따라 쌓이는 네트워크 평면을 형성한다. 격자는 B12 이십면체와 B6 팔면체의 두 가지 기본 구조 단위를 가지고 있다. B6 팔면체의 작은 크기 때문에 서로 연결될 수 없다. 대신 인접한 층의 B12 이십면체에 결합하며, 이는 c-평면의 결합 강도를 감소시킨다.
B12 구조 단위 때문에 "이상적인" 탄화 붕소의 화학식은 종종 B4C가 아니라 B12C3로 쓰이며, 탄화 붕소의 탄소 부족은 B12C3와 B12C2 단위의 조합으로 설명된다. 일부 연구에서는 하나 이상의 탄소 원자가 붕소 이십면체에 포함될 가능성을 시사하며, 화학량론의 탄소 함량이 높은 쪽에서는 (B11C)CBC = B4C와 같은 화학식을, 붕소 함량이 높은 쪽에서는 B12(CBB) = B14C와 같은 화학식을 제시한다. 따라서 "탄화 붕소"는 단일 화합물이 아니라 다양한 조성의 화합물 계열이다. 일반적으로 발견되는 원소 비율을 근사하는 공통 중간체는 B12(CBC) = B6.5C이다. 양자 역학적 계산은 결정 내 다양한 위치에 있는 붕소와 탄소 원자 사이의 배열 무질서가 여러 재료 특성, 특히 B4C 조성의 결정 대칭성 및 B13C2 조성의 비금속 전기적 특성을 결정함을 보여주었다.

## 특성
탄화 붕소는 매우 높은 경도(모스 굳기 척도 약 9.5~9.75), 높은 중성자 포획 단면(즉, 중성자에 대한 우수한 차폐 특성), 이온화 방사선 및 대부분의 화학 물질에 대한 안정성으로 알려져 있다. 비커스 굳기 (38 GPa), 탄성 계수 (460 GPa), 파괴 인성 (3.5 MPa·m1/2)은 다이아몬드의 해당 값 (1150 GPa 및 5.3 MPa·m1/2)에 근접한다.
2015년 기준, 탄화 붕소는 다이아몬드와 입방정 질화 붕소에 이어 알려진 물질 중 세 번째로 단단한 물질이며, "검은 다이아몬드"라는 별명을 얻었다.

### 반도체 특성
탄화 붕소는 반도체로, 호핑형 전도가 지배적인 전자적 특성을 가지고 있다. 에너지 띠틈은 조성뿐만 아니라 정렬 정도에 따라 달라진다. 띠틈은 2.09 eV로 추정되며, 광발광 스펙트럼을 복잡하게 만드는 여러 개의 띠틈 중간 상태가 있다. 이 재료는 일반적으로 p형이다.

## 제조
탄화 붕소는 1899년 앙리 무아상에 의해 처음 합성되었다. 이는 전기 아크 용광로에서 탄소 존재 하에 삼산화 붕소를 탄소 또는 마그네슘으로 환원시켜 얻었다. 탄소의 경우, 반응은 B4C의 녹는점 이상의 온도에서 일어나며 다량의 일산화 탄소 방출을 수반한다.
2 B2O3 + 7 C → B4C + 6 CO
마그네슘을 사용하는 경우, 반응은 흑연 도가니에서 수행할 수 있으며, 마그네슘 부산물은 산 처리로 제거된다.

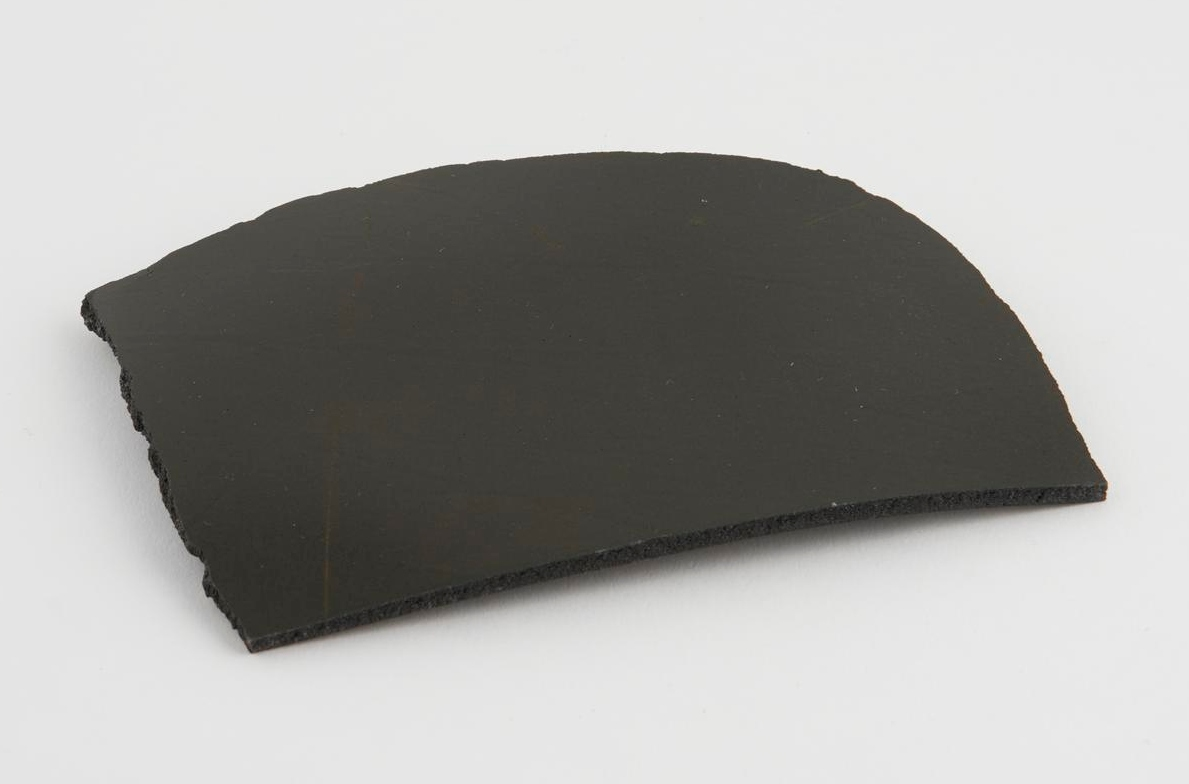
영국 원자력 연구소의 중성자 실험에서 차폐재로 사용되는 탄화붕소를 삽입한 플라스틱

## 응용 분야

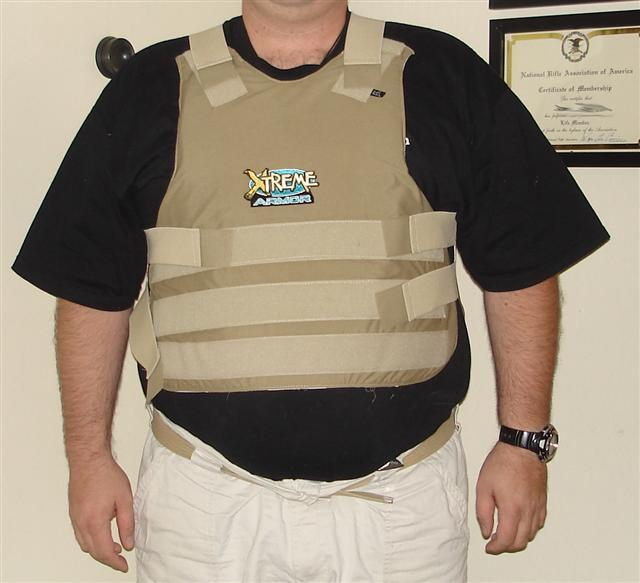
방탄 조끼의 내부 판으로 사용되는 탄화 붕소

붕소의 뛰어난 경도는 다음과 같은 응용 분야에 사용될 수 있다.
- 맹꽁이자물쇠
- 개인 및 차량 탄도 장갑
- 그릿 블라스팅 노즐
- 고압 워터젯 절단기 노즐
- 긁힘 및 마모 방지 코팅
- 절삭 공구 및 금형
- 연마제
- 금속 기지 복합재
- 차량의 브레이크 라이닝

탄화 붕소의 다른 특성 또한 다음과 같은 용도에 적합하다.
- 중성자 흡수재 원자력 발전소 (아래 참조)
- 고에너지 연료 고체 연료 램제트

### 핵 응용 분야
탄화 붕소가 장수명 방사성 동위 원소를 생성하지 않고 중성자를 흡수하는 특성은 핵 발전소의 제어봉에 사용되는 것과 같은 매력적인 중성자 방사선 차폐 또는 흡수재가 된다. 탄화 붕소의 핵 응용 분야에는 차폐 및 반응 제어(제어봉)가 포함된다.

### 탄화 붕소 필라멘트
탄화 붕소 필라멘트는 뛰어난 강도, 탄성 계수, 저밀도 특성으로 인해 수지 및 금속 복합 재료의 보강 요소로서 유망한 전망을 보인다. 또한, 탄화 붕소 필라멘트는 중성자 포획 능력이 있어 방사선의 영향을 받지 않는다. 카드뮴과 같은 다른 재료로 만든 필라멘트보다 덜 유해하다.